# Western Basketball Association
La Western Basketball Association (WBA) è stata una lega professionistica di pallacanestro negli Stati Uniti d'America.
La lega disputò una sola stagione, nel 1978-79. Per la stagione seguente venne tentata una fusione con la CBA, ma nessuna della franchigie WBA aveva i necessari requisiti finanziari. La WBA fallì prima di raggiungere un accordo per la fusione.

## Albo d'oro
- 1979 -  Tucson Gunners